# Veynes
Veynes (okcitansko Vèina) je naselje in občina v jugovzhodnem francoskem departmaju Hautes-Alpes regije Provansa-Alpe-Azurna obala. Leta 2006 je naselje imelo 3.164 prebivalcev.

## Geografija
Kraj leži v pokrajini Daufineji ob reki Petit Buëch, 25 km zahodno od središča departmaja Gapa.

## Administracija
Veynes je sedež istoimenskega kantona, v katerega so poleg njegove vključene še občine Chabestan, Châteauneuf-d'Oze, Furmeyer, Montmaur, Oze, Saint-Auban-d'Oze in Le Saix s 4.021 prebivalci.
Kanton je sestavni del okrožja Gap.